# Peloponéský spolek

Peloponéský spolek (červená) kolem roku 431 př. n. l., krátce před vypuknutím peloponéské války

Peloponéský spolek byla aliance na Peloponéském poloostrově složená z několika městských států vedených Spartou přibližně od 6. do 4. století př. n. l. Byl jednou ze dvou stran bojujících v peloponéské válce (431–404 př. n. l.) a také jedním z hlavních řeckých opěrných bodů v obranné fázi řecko-perských válek.

## Založení
Na konci 7. století př. n. l. došlo k velkému rozmachu Sparty, která si pomocí kombinace agresivní zahraniční politiky a vojenských intervencí získala dva mocné spojence: Korint a Élidu (Korintu pomohla zbavit se tyranidy a Élidě pomohla zajistit organizaci olympijských her). Tyto tři městské státy byly zakládajícími členy aliance. Později Sparta ve válce o pohraničí porazila další z mocných protivníků, Tegeu a donutila ji k závazku vojenské podpory. To byl významný bod v zahraničních vztazích Sparty, protože odstartoval připojování dalších států z Peloponésu do aliance. Nakonec byly členy spolku všechny peloponéské městské státy kromě Argosu a Achaie. Argos byl před tímto obdobím nejsilnější stát Peloponésu, ale dále byla za mocenského vůdce nejen celého poloostrova, ale i celého Řecka považována Sparta, protože disponovala vojenskou silou, která nikde jinde neměla konkurenci.

## Organizace spolku
Spolek se skládal ze dvou hlavních částí: Shromáždění Sparťanů a Kongresu spojenců. Každý stát v Kongresu měl jeden hlas bez ohledu na velikost nebo politickou moc a výsledky hlasování nebyly závislé na Spartě. Žádné poplatky či daně zavedeny nebyly, ale v době války mohla Sparta žádat na svých spojencích žádat třetinu jejich armády. Srazy Shromáždění a Kongresu mohla svolat také pouze Sparta, ale státy Kongresu uzavíraly smlouvu pouze s ní, takže mohly mít i další smlouvy mezi sebou.
Sparta tedy byla jakýmsi hegemonem spolku, ale její dominance se projevovala pouze na vojenské úrovni, nikoli na politické, a také nijak výrazně neovlivňovala rozhodnutí Kongresu. Hlavní bod byl tedy ochrana a bezpečnost všech členů výměnou za pomoc při případné obraně Sparty. Co se týče politického zaměření, spolek nepodporoval tyranii, ale ani demokracii, takže ho můžeme zařadit někam do jakési konzervativní oligarchie.

## Historie spolku během řecko-perských válek a po nich
V době řecko-perských válek (499–449 př. n. l.) se Sparta a velká část jejích spojenců spojila s Aténami, aby mohli bránit Řecko před perskou invazí. V této době nehovoříme o Peloponéském spolku, nýbrž o Helénském/Všeřeckém spolku. Atény sice byly při invazi krále Xerxa I. dobyty, ale díky vojenské síle Sparty a městských států z Peloponésu se roku 480 př. n. l. v bitvě u Salamíny podařilo zastavit postup Peršanů a zvrátit válku na druhou stranu, což potvrzuje opětovné dobytí Atén hned následujícího roku. Po ukončení války se Sparta a její spojenci odtrhli a vrátili se do stavu, který panoval před válkou. Atény také nabývaly na moci a získávaly spojence, takže již pár let po ukončení bojů proti sobě stály znovu dva silní protivníci: Peloponéský spolek a Délský či také Aténský námořní spolek.
Už v roce 446 př. n. l., kdy stát Megara přešel na stranu Atén, začalo růst napětí mezi oběma stranami. Napětí se pomalu stupňovalo až do roku 431 př. n. l. V tomto roce se odehrála válka mezi Korintem a jeho bývalou kolonií Kerkýrou o nadvládu nad Iónským mořem. Korint při této příležitosti vystrojil obrovskou flotilu. Atény se tím cítily ohroženy, a tak nabídly Kerkýře spojenectví. Korint požádal o pomoc Spartu, která po chvíli vyjednávání vyhlásila Aténám válku. V této válce se na stranu Peloponéského spolku přidala Persie a po letech spletité války plné zvratů plně zaútočila po boku Sparty roku 407 př. n. l. Toto znamenalo definitivní porážku Atén, jejichž námořní síly byly dva roky poté naprosto zničeny a roku 404 př. n. l. po obléhání kapitulovalo i samotné město.
Mír však znovu netrval dlouho, protože se pro Spartu začal rýsovat nový protivník: Théby. Théby se snažily rozšířit sféru svého vlivu, čímž však narušovaly roli Sparty jako hegemona. Ve vzájemné bitvě u Leukter roku 371 př. n. l. však Sparta utrpěla porážku, která v konečném důsledku znamenala začátek jejího konce. Městské státy začaly od spolku postupně odstupovat, čímž samozřejmě upadala jeho moc. Definitivní konec nastal roku 338 př. n. l., kdy došlo k invazi krále Filipa II. Makedonského, který si podmanil celé Řecko a vytvořil tzv. Korintský spolek, jehož členy byly všechny peloponéské státy kromě Sparty. Uzavřela se tak doba spartské hegemonie, která trvala téměř 300 let.